# 구게촌 (사이타마현)
구게촌(久下村)은 사이타마현의 북부, 오사토군에 속했던 촌이다. 현재의 구마가야시, 고노스시에 해당한다.

## 역사
- 1879년 - 오사토군에 소속되었다.

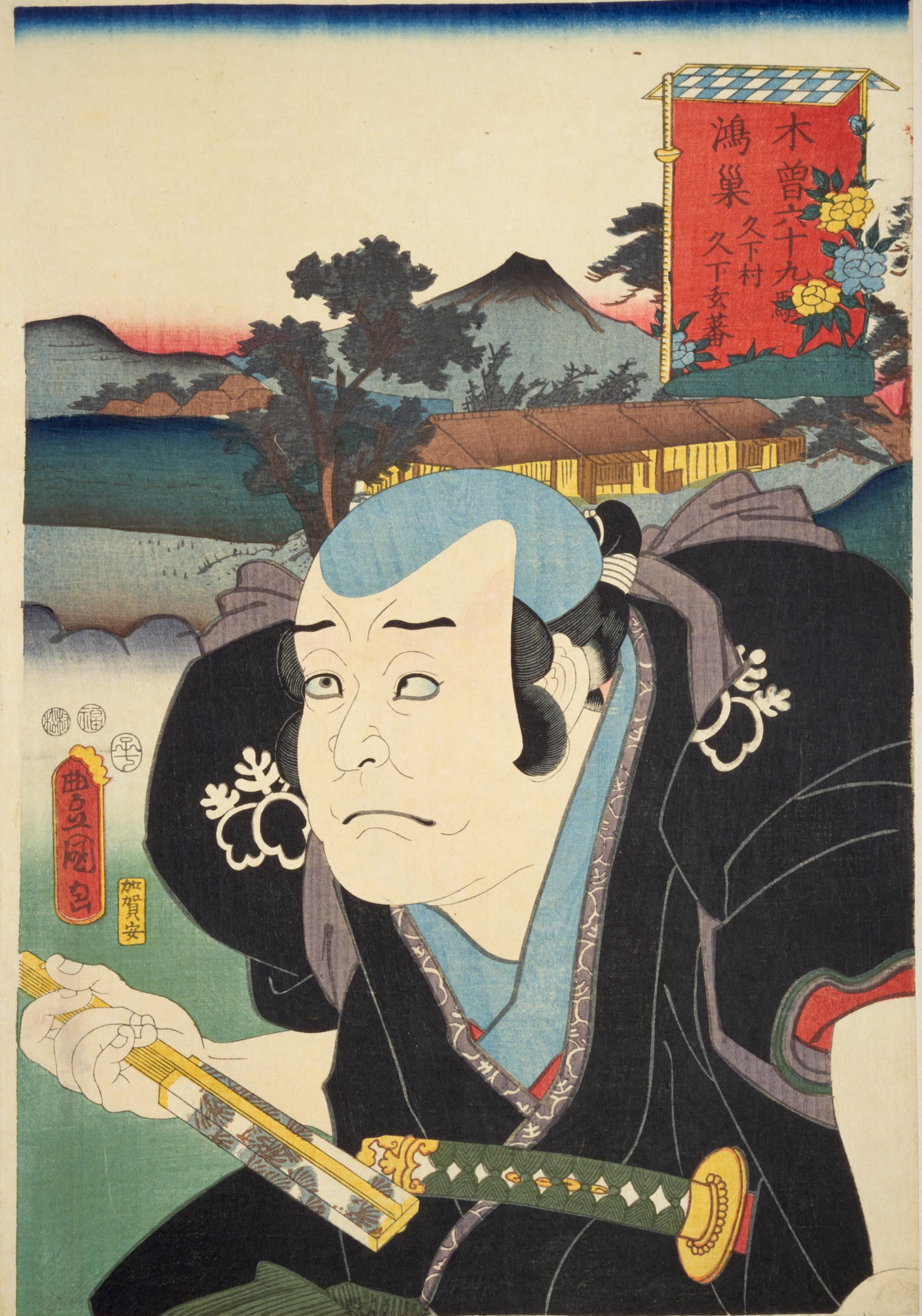
歌川国貞木曽六十九驛『鴻巣 久下村・久下玄蕃』（1852年・嘉永5年）

- 1889년 4월 1일 - 정촌제 시행에 의해 주변의 촌을 합병해 성립하였다.
- 1941년 4월 10일 - 구게촌의 일부가 기타아다치군 후키아게정에, 그 외의 지역은 구마가야시에 편입되어 소멸하였다. 구게촌의 오아자는 구마가야시로 계승되었다.

## 참고문헌
- 「角川日本地名大辞典」編纂委員会『角川日本地名大辞典 11 埼玉県』角川書店、1980年7月8日。ISBN 4040011104。